# Medzilaborce
 Medzilaborce  est une ville de Slovaquie orientale, le chef-lieu du district du même nom, dans la région de Prešov en Slovaquie.

## Géographie

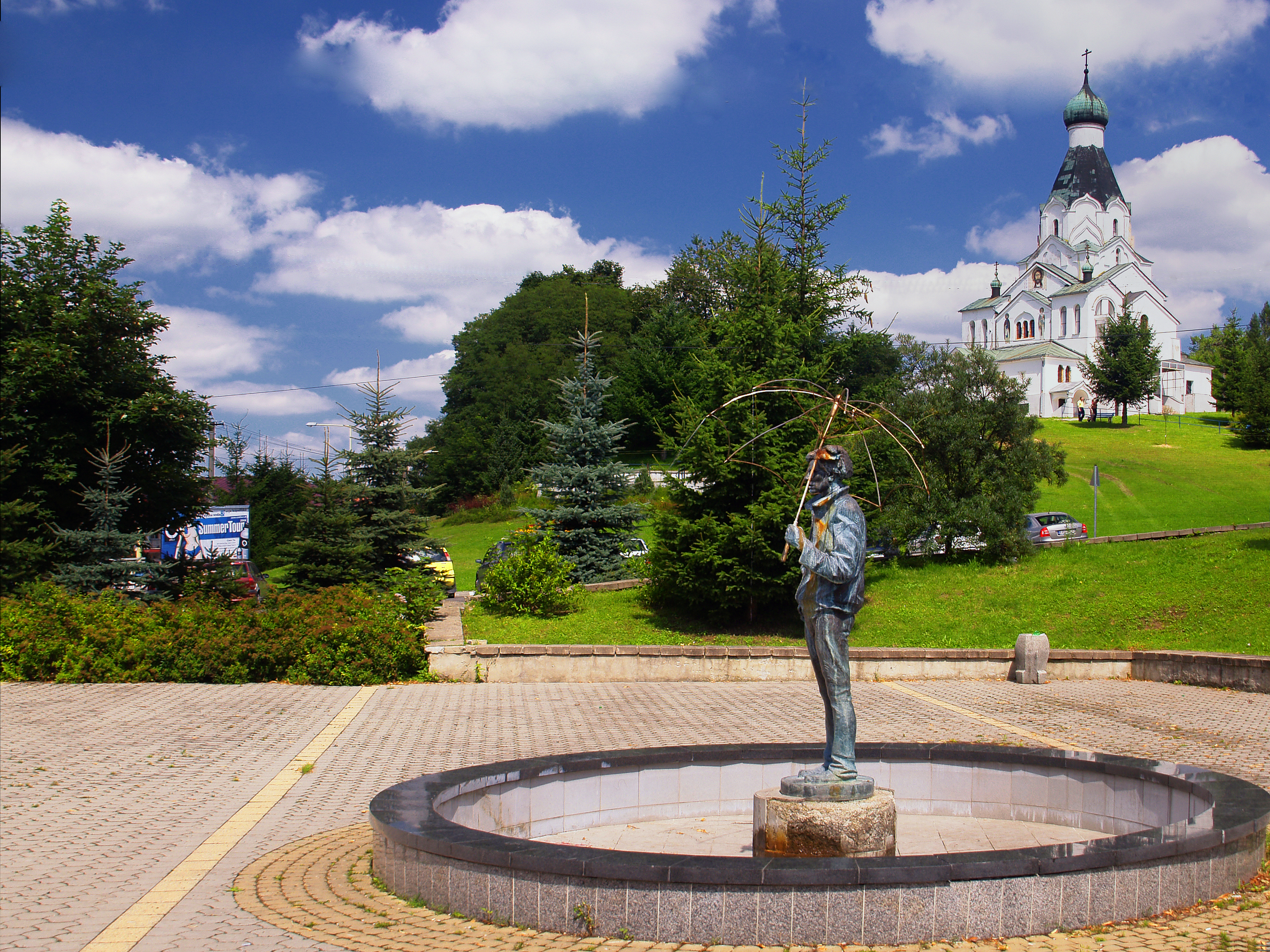
Andy Warhol et l'ombrelle

Medzilaborce est située au Nord-Est de la Slovaquie, aux confins avec la Pologne, non loin de l'Ukraine. La petite ville est bâtie dans la vallée de la rivière Laborec, dans une microrégion de collines arrondies.
Bien que se trouvant à moins d'une dizaine de kilomètres à vol d'oiseau de la Pologne, il n'existe d'accès routier direct avec ce pays que depuis l'entrée dans l'UE de la Pologne et de la Slovaquie. Une ligne de chemin de fer (ligne 191) qui dessert Medzilaborce depuis Humenné (cinquante kilomètres plus au sud), franchit la frontière.
Les localités de Borov et Vydraň sont administrées comme des quartiers de la ville de Medzilaborce.

## Histoire
La plus ancienne mention de Medzilaborce remonte à 1557.
En novembre 1914, lors des combats dans les Carpates, la 4e brigade de fusiliers de l'armée impériale russe parvient à s’emparer de la ville et de la gare de Medzilaborce. Alors que la brigade ne compte que 4 000 hommes, elle fait 3 730 prisonniers et prend 9 pièces d’artillerie de l'armée austro-hongroise.

## Démographie

### Évolution de la population
| Année:               | 1994. | 2004.   | 2014.   | 2024.    |
| -------------------- | ----- | ------- | ------- | -------- |
| Nombre de personnes: | 6646  | 6665    | 6703    | 5723     |
| Différence:          |       | +0,28 % | +0,57 % | -14,62 % |

| Année:               | 2023. | 2024.   |
| -------------------- | ----- | ------- |
| Nombre de personnes: | 5747  | 5723    |
| Différence:          |       | -0,41 % |

## Économie
Depuis l'adhésion de la Slovaquie le 1er mai 2004, et l'ouverture de ses frontières avec la Pologne son voisin, Medzilaborce voit une plus grande fréquentation de visiteurs polonais.

## Lieux et monuments

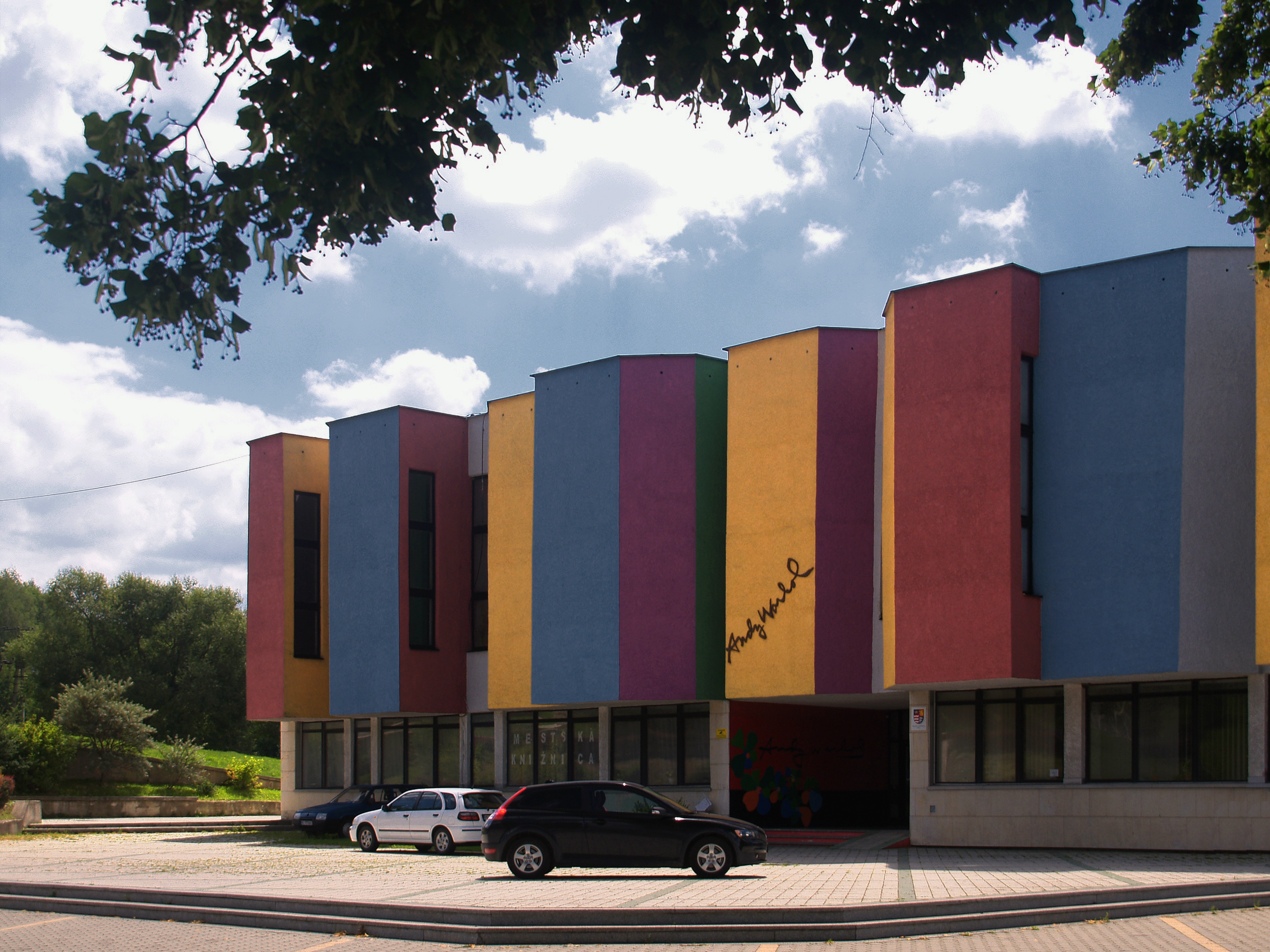
Le musée d'art moderne Andy Warhol

### Musée
Le Musée d'art moderne Andy Warhol a été ouvert en 1991 par John le frère cadet d'Andy. Bien qu'Andy Warhol ne se soit jamais rendu en Slovaquie, plusieurs de ses affaires y sont exposés (vêtements, paire de lunettes, chaussures, etc.) ainsi qu'une vingtaine de ses œuvres, des originaux offerts par la fondation Andy Warhol pour son inauguration.
La mère d'Andy Warhol est née à Mykova, un petit village voisin.

### Édifices religieux

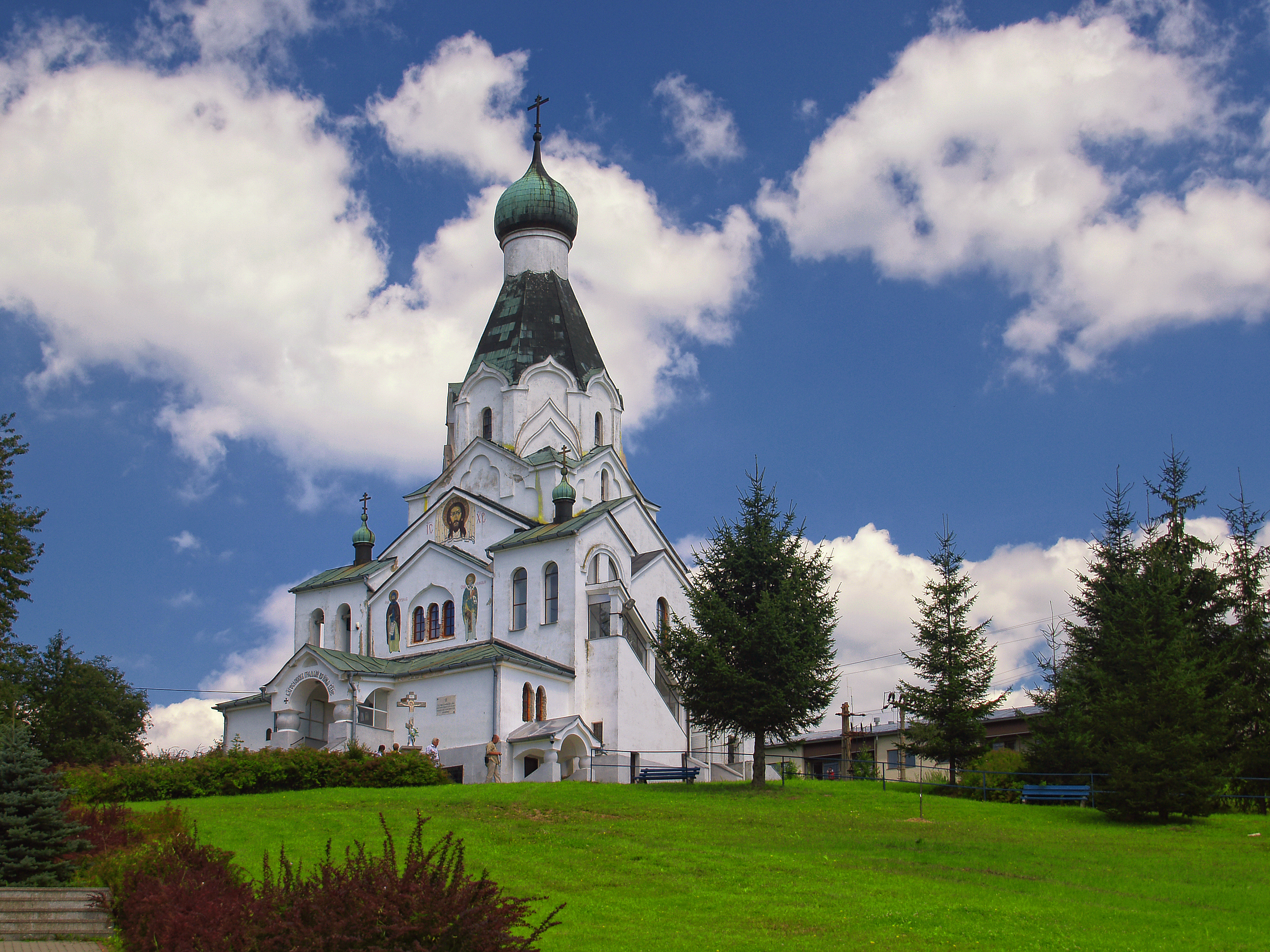
Église orthodoxe du Saint-Esprit

L'église orthodoxe du Saint-Esprit : elle se dresse sur une butte, en face du musée Andy Warhol.

## Jumelages
- Náměšť nad Oslavou (Tchéquie)
- Kozienice (Pologne)